# Phalops chalybeus
Phalops chalybeus är en skalbaggsart som beskrevs av Johann Christoph Friedrich Klug 1845. Phalops chalybeus ingår i släktet Phalops och familjen bladhorningar. Inga underarter finns listade i Catalogue of Life.